# Dactylomyia lateralis
Dactylomyia lateralis är en tvåvingeart som först beskrevs av Thomas Say 1829.  Dactylomyia lateralis ingår i släktet Dactylomyia och familjen styltflugor. Inga underarter finns listade i Catalogue of Life.